# Arrondissement Langres
Arrondissement Langres je francouzský arrondissement ležící v departementu Haute-Marne v regionu Grand Est. Člení se dále na 5 kantonů a 160 obcí.

## Kantony
od roku 2015:
- Bourbonne-les-Bains (část)
- Chalindrey
- Langres
- Nogent (část)
- Villegusien-le-Lac

před rokem 2015:
- Auberive
- Bourbonne-les-Bains
- Fayl-Billot
- Laferté-sur-Amance
- Langres
- Longeau-Percey
- Neuilly-l'Évêque
- Prauthoy
- Terre-Natale
- Val-de-Meuse